# Frankenstraße 37 (Stralsund)

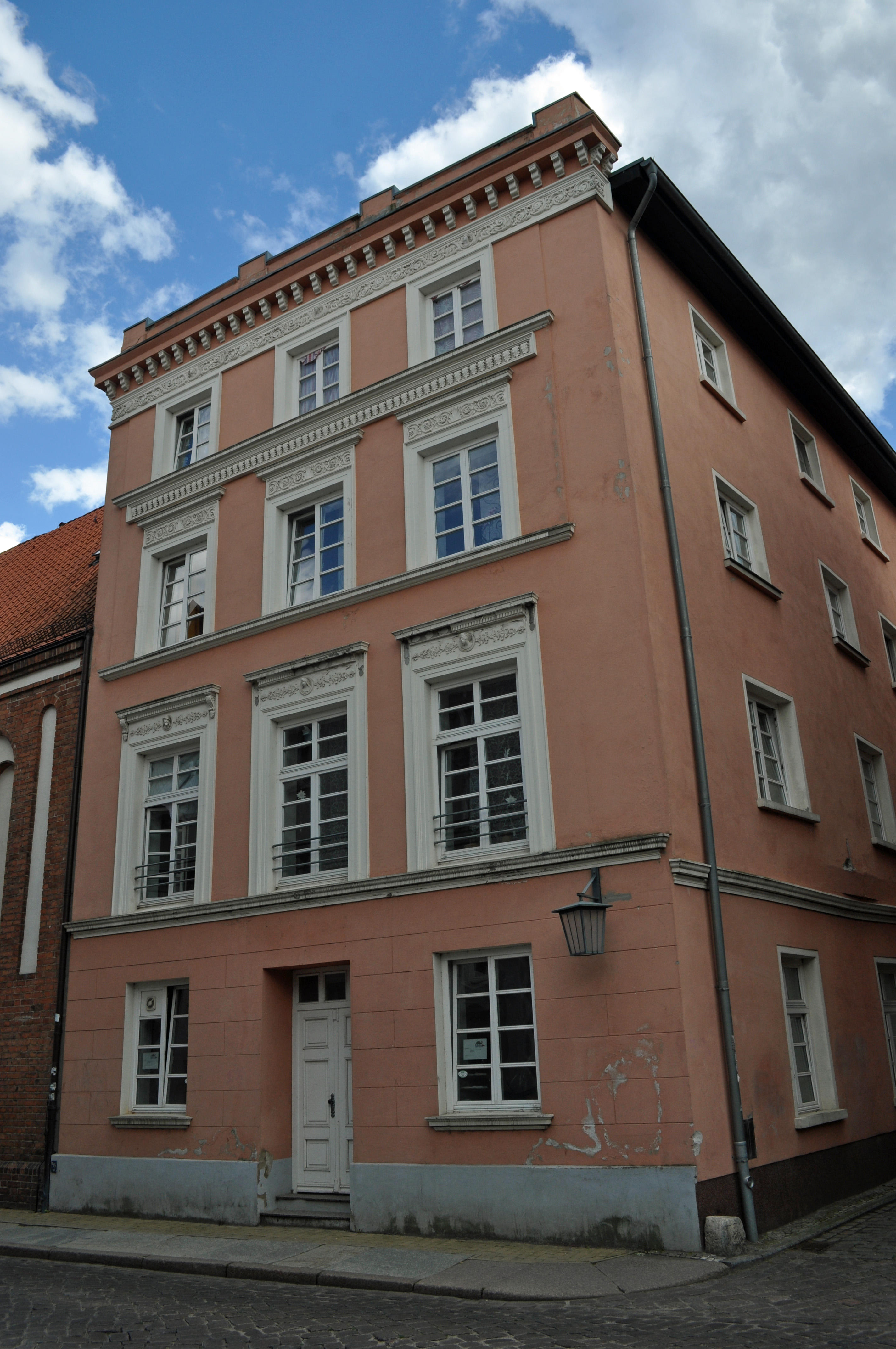
Das Haus Frankenstraße 37 Stralsund (2011)

Das Haus mit der postalischen Adresse Frankenstraße 37 ist ein unter Denkmalschutz stehendes Gebäude in der Frankenstraße in Stralsund, an der Ecke zur Straße Priegnitz.
Das dreigeschossige Eckhaus wurde um die Mitte des 19. Jahrhunderts errichtet.
Die schlichte, verputzte Fassade des Gebäudes weist einen in der mittleren der drei Achsen gelegenen Eingang auf. Zudem prägen Gurtgesimse, Fensterverdachungen und ein Ornamentfries unter dem vorkragenden Hauptgesims die Ansicht.
Das Haus liegt im Kerngebiet des von der UNESCO als Weltkulturerbe anerkannten Stadtgebietes des Kulturgutes „Historische Altstädte Stralsund und Wismar“. In die Liste der Baudenkmale in Stralsund aus dem Jahr 1997 ist es mit der Nummer 233 eingetragen.